# Viszlát, és kösz a halakat!
A Viszlát, és kösz a halakat! (So Long, and Thanks for All the Fish) Douglas Adams Galaxis útikalauz stopposoknak című ötrészes sci-fi „trilógiájának” negyedik része, mely az Egyesült Királyságban 1984-ben, Magyarországon 1997-ben jelent meg először.
Ez volt az első olyan Galaxis útikalauz-regény, mely nem egy korábban megírt rádiójáték alapján készült. 2005-ben készült el a rádiójáték változata. A mű címe az az üzenet, amit a delfinek hagytak, amikor elhagyták a Földet, épp azelőtt, hogy a vogonok elpusztították azt, hogy a helyére hiperűrsztrádát építsenek.
A regénynek nagyon különböző hangvétele lett a sorozat előző elemeihez képest. Ennek oka főként a romantikus szál, valamint részben az is, hogy az események többször ugrálnak az időben, ami kiszámíthatatlanabbá teszi a történteket. Az eddigiekhez képest nagyon kevés az űrutazással töltött idő, Arthur mindössze egyszer hagyja el a földet, az utolsó fejezetben.

## Háttér
A könyv munkálatainak idején Douglas Adams szerkesztője, Sonny Mehta beköltözött Adamshez, hogy biztosítsa a könyv határidőben való elkészültét. Ennek következtében Adams később azt nyilatkozta, nem volt igazán elégedett a könyvvel, mely több, a szerzői szándékot nem tükröző, a szerkesztő által erőltetett részt tartalmaz. A történet Adams számítógépekkel kapcsolatos nézőpontjába is betekintést enged. A korábbi regényekben a számítógépeket némiképp negatív szerepben tünteti föl, azonban a harmadik és eme regény idejére a technológiával kapcsolatos ellenérzései jelentősen megváltoztak. Egy számítástechnikai vásáron beleszeretett a Macintosh egyik legelső modelljébe. Állítások szerint Adams az első három Macintosh modellből kettőt is vett, egyiket magának, a másikat barátjának, Stephen Frynak.

## Cselekmény
Arthur visszatér a Földre, ahol találkozik egy lánnyal, Fenchurchcsel, egymásba szeretnek. Arthur rájön, hogy a korábban elpusztított Föld helyett a jelenlegi egy új változat, amit a delfinek intéztek el a Mentsük meg az embereket akciójuk keretében. Újra találkozik Forddal, aki állítása szerint időközben megmentette az univerzumot, valamint még egyszer utoljára űrstoppolnak, hogy megnézzék az Isten által a teremtményei részére hagyott végső üzenetét, mely így hangzik: Elnézést az okozott kényelmetlenségekért. Útközben összefutnak Marvinnal, és az univerzumnál is 37-szer idősebb, mindig lehangolt és depressziós robot az üzenet elolvasása után végre egyszer jobban érzi magát, majd szétesik.

## Fogadtatás
1993-ban a Library Journal azt írta, a regény „tele van ütődött humorral és kifacsart logikával, ami Adams írását annyira elragadóvá teszi.” A School Library Journal kritikájában az jelent meg, hogy „a humor még mindig szokatlan, de jóval szelídebb, mint az előző könyvekben. A cselekmény egyszerűbb és kevésbé bizarr, mint a korábbiak voltak.”
Az ekultura.hu ismertetőjében még mindig súlyosan abszurdnak véli a történetet, emellett hol lendületesnek, hol letehetetlennek értékeli, melyben mindössze egyszer-kétszer ül le kissé az elbeszélés.

## A magyar kiadások
Az 1997-ben megjelent első magyar kiadás a regényen kívül tartalmazza az Ifjú Zaphod Beeblebrox nagy kalandja (Young Zaphod Plays It Safe) című 1986-os kéziratot is Németh Attila fordításában.
Az 1999-ben megjelent második kiadás az elsőhöz képest tovább bővült, ebben megtalálható a Dzsingisz kán haragja (The Private Life of Genghis Khan) című 1997-es kézirat is, szintén Németh Attila fordításában.
- Viszlát, és kösz a halakat!; ford. Németh Attila; N&N, Bp., 1997 (Möbius)
- Viszlát, és kösz a halakat!; ford. Németh Attila; N&N, Bp., 1999 (Möbius)

## Folytatások
- Galaxis útikalauz stopposoknak (1. rész)
- Vendéglő a világ végén (2. rész)
- Az élet, a világmindenség, meg minden (3. rész)
- Jobbára ártalmatlan (5. rész)
- Ja, és még valami… (Eoin Colfer által írt hatodik rész)